# Zoltán Füredi
Zoltán Füredi (Budapeste, 21 de maio de 1954) é um matemático húngaro, que trabalha com combinatória e geometria discreta.

## Vida
Füredi estudou na Universidade Eötvös Loránd em Budapeste, onde obteve o diploma em 1978 (Lineare Programmierung und Hypergraphen). Obteve um doutorado em 1981 na Academia de Ciências da Hungria, Budapeste, orientado por Gyula O. H. Katona, com a tese Extremale Hypergraphen und endliche Geometrien.
Trabalhou a partir de 1978 no Instituto de Matemática Alfred Renyi da Academia de Ciências da Hungria. Em 1985 foi para a Universidade Rutgers, em 1986 foi professor assistente no Instituto de Tecnologia de Massachusetts (MIT), foi em 1990 professor associado no MIT e a partir de 1991 professor de matemática na Universidade de Illinois em Urbana-Champaign. É também desde 1990 conselheiro científico do Instituto Alfred Renyi.
É desde 2004 membro correspondente da Academia de Ciências da Hungria. Foi palestrante convidado do Congresso Internacional de Matemáticos em Zurique (1994: Extremal hypergraphs and combinatorial geometry).